# マチュ・ピチュ
座標: 南緯13度9分47秒 西経72度32分44秒 / 南緯13.16306度 西経72.54556度

マチュ・ピチュ遺跡（2009年）

マチュ・ピチュ（スペイン語：Machu Picchu、ケチュア語：Machu Pikchu）は、15世紀のインカ帝国の遺跡で、アンデス山脈に属するペルーのウルバンバ谷に沿った山の尾根（標高2,430m）にある。
当時、インカ帝国の首都は、標高3,400mに位置するクスコに所在し、標高2,430mのマチュ・ピチュから、さらに約1,000メートル高い場所にあった。現在のクスコはペルー有数の都市で、1983年より、その市街地は世界遺産（文化遺産）に登録されている。
なお、インカ帝国は1533年にスペイン人による征服により滅亡した。アンデス文明は文字を持たないため、マチュ・ピチュの遺跡が何のために作られたのか、首都クスコとの関係・役割分担などの理由はまだ明確には分かっていない。

## 概要
多くの言語で「Machu Picchu」と呼ばれるこの遺跡名は、「老いた峰（Old Peak）」を意味するケチュア語「machu pikchu」を地名化したものの転写である。山裾からは遺跡の存在は確認できないことから、しばしば「空中都市」「空中の楼閣」「インカの失われた都市」などと雅称される。一方、遺跡の背後に見える尖った山はワイナ・ピチュ（Huayna Picchu、若い峰）で、標高2720ｍ。山頂には神官の住居跡とみられる遺跡があり、山腹にはマチュ・ピチュの太陽の神殿に対する月の神殿が存在する。
この遺跡には3mずつ上がる段々畑が40段あり、3,000段の階段でつながっている。遺跡の面積は約13km2で、石の建物の総数は約200戸が数えられる。
熱帯山岳樹林帯の中央にあり、植物は多様性に富んでいる。南緯13度で、10月から翌年4月までの長い雨季と5月から9月までの短い乾季に分かれる。行政上クスコ県に属しており、クスコの北西約70kmに位置する。2015年の第39回世界遺産委員会終了時点でペルー国内に12件あるユネスコの世界遺産のうちでは、クスコとともに最初（1983年）に登録された。
周辺地域はアンデス文明が発達していたが文字を持たないため、未だに解明されていない多くの謎を持つ。2007年7月、新・世界七不思議の1つに選ばれた。

## ハイラム・ビンガム3世の遺跡調査記録

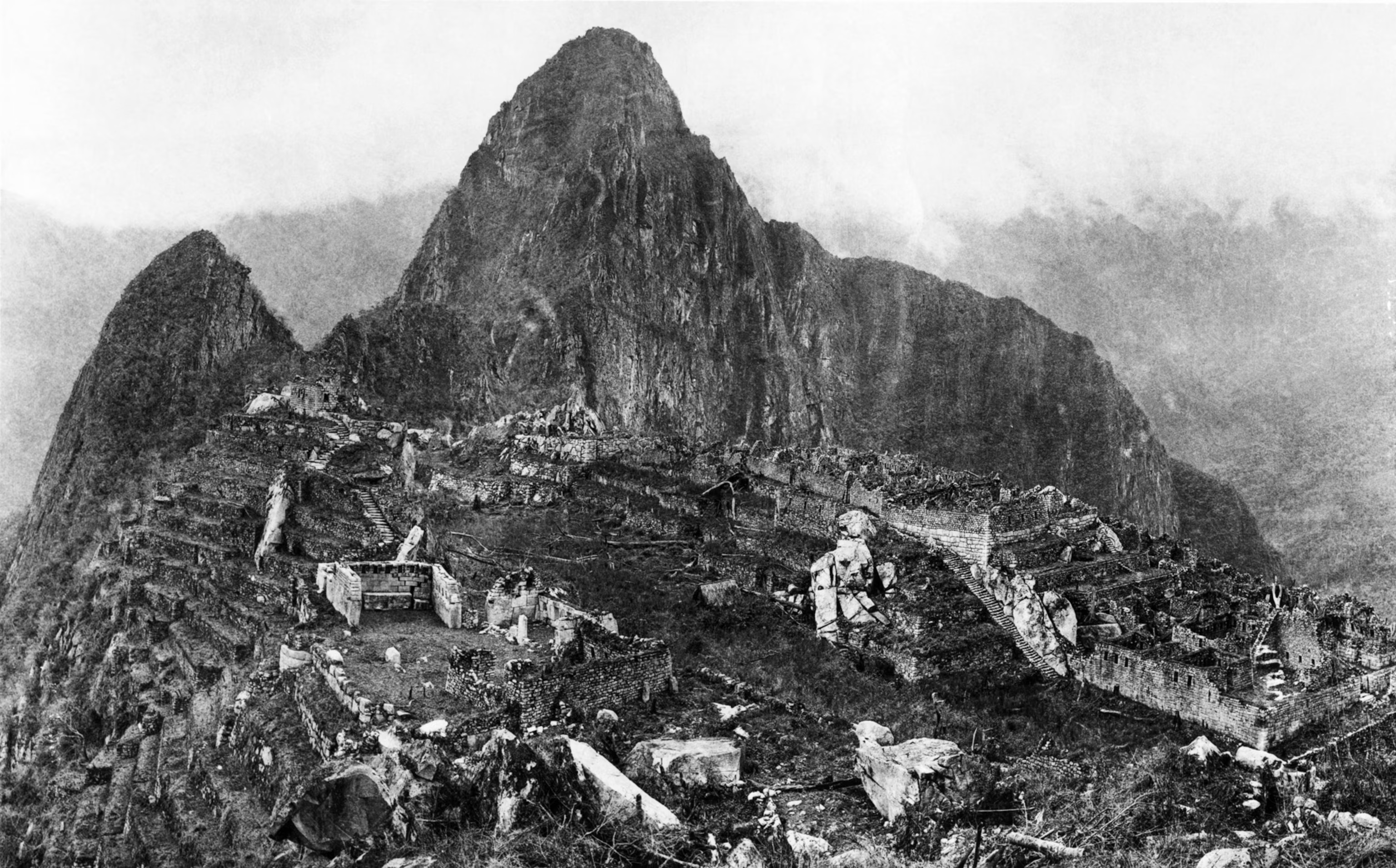
発見された翌年の1912年に撮影されたマチュ・ピチュ

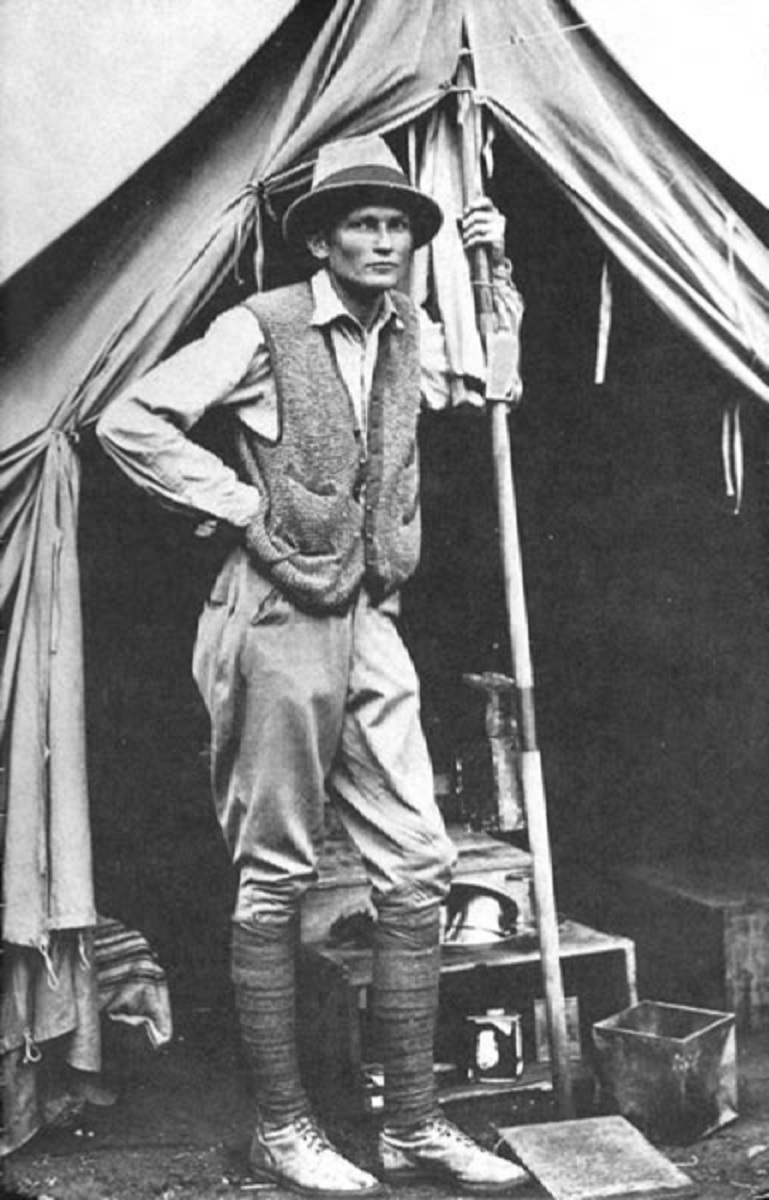
滞在中のハイラム・ビンガム3世

アメリカの探検家ハイラム・ビンガム3世は、1911年7月24日にこの地域の古いインカ時代の道路を探検していた時、山の上に遺跡を調査して世界に発表した。
ビンガムは1915年までに3回の発掘を行った。彼はマチュ・ピチュについて一連の書籍や論文を発表し、最も有名な解説「失われたインカの都市」がベスト・セラーになった。この本は『ナショナル・ジオグラフィック』1913年4月号ですべてをマチュ・ピチュ特集にしたことで有名になった。また1930年の著書『マチュ・ピチュ：インカの要塞』は廃墟の写真と地図が記載され説得力のある決定的な論文となった。以後、太陽を崇める神官たちが統治したとか、あるいは太陽に処女たちが生贄にされたといった定説が形成された。
マチュ・ピチュとはビンガムがその名前で世界に紹介しただけで、間違えて広まってしまったという説がある。ビンガムが地元民に遺跡の名前を尋ねたところ、地元民は今立っている山の名前を聞かれたと思ってマチュ・ピチュと答えたことで遺跡の名前がマチュ・ピチュであると間違って伝わった、という説である。クスコの農場主アグスティン・リサラガが、ビンガムより9年早い1902年7月14日に遺跡の存在を確認しており、ビンガムがまだペルーに到着していなかった1904年の地図帳には、ワイナピチュという地名でインカの遺跡があることがすでに記載されていた。1912年にビンガムが地元の地主の関係者から遺跡がワイナピチュと呼ばれていることを伝えられていたという話もある。16世紀後半の古文書にワイナピチュと呼んでいた遺跡を地元の先住民が再開発しようとしていたという記録も残っている。ビンガムは、発見者ではなく、既に地元では存在が知られていた遺跡を確認して、最初に学術調査をしただけである。
ビンガムはイェール大学の教職を辞してからコネチカット州の副知事、知事を経て上院議員になったが、彼のインカ調査への影響力は死後40年近くも残っていた。それは1つに彼の情熱的な文章のせいであった。

## 人口は最大でも750名
この都市は通常の都市ではなく、インカの王族や貴族のための避暑地としての冬の都（離宮）や、田舎の別荘といった種類のものであった。
遺跡には大きな宮殿や寺院が王宮の周囲にあり、そこでの生活を支える職員の住居もある。マチュ・ピチュには最大でも一時に約750名の住民しかいなかったと推定され、雨季や王族が不在の時の住民は、ほんの一握りであったと推定されている。
この都市はインカの王パチャクティ（Pachacuti）の時代の1440年頃に建設が着手され、1533年にスペイン人により征服されるまでの約80年間、人々の生活が続いていた。

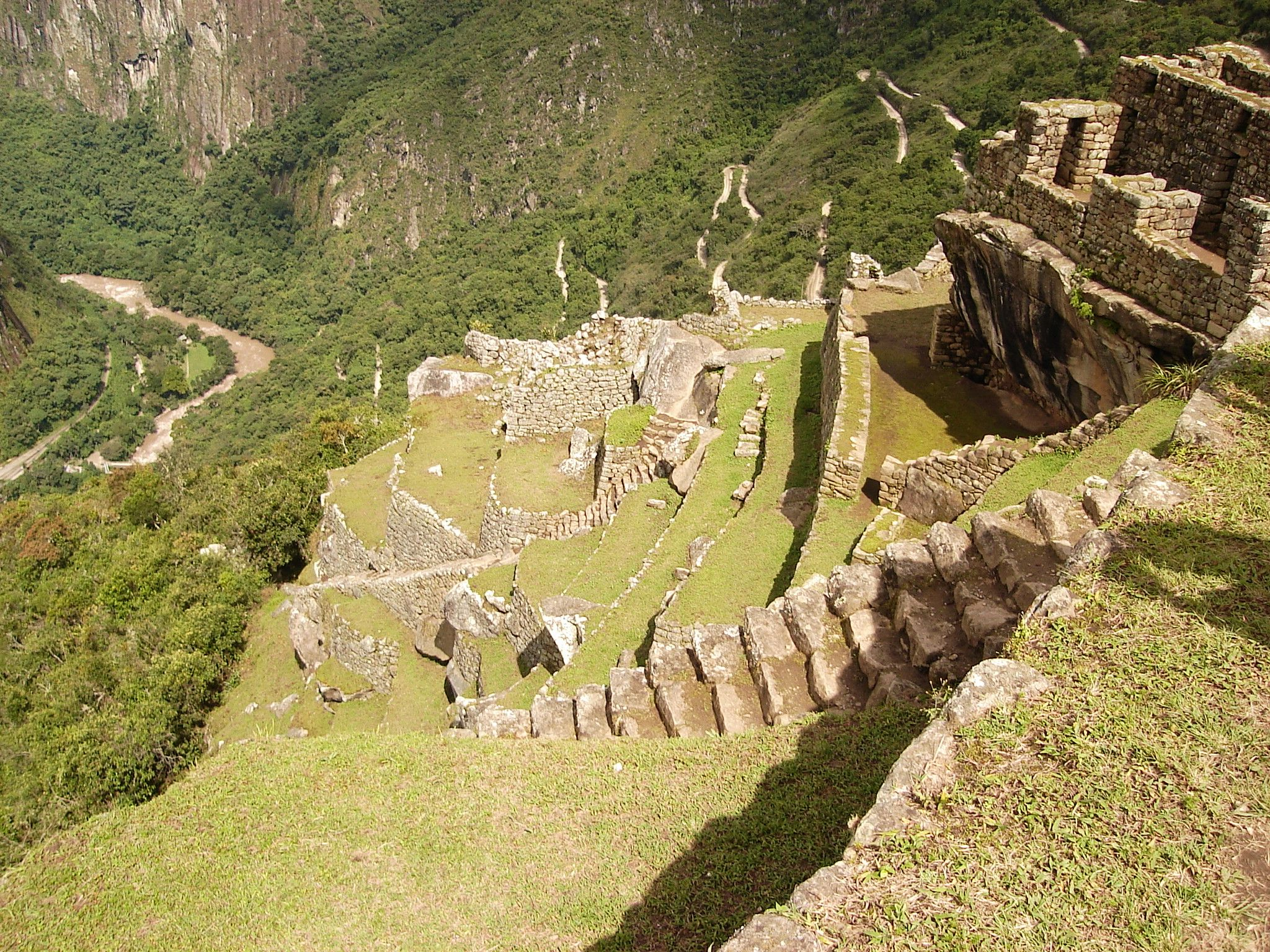
建造から500年を経てなお健在な急斜面の石積み

ペルーの考古学者アルフレド・バレンシア・セガーラ （Dr. Alfredo Valencia Zegarra）とコロンビアの水利技術者ケネス・ライト（Kenneth Wright）による調査では、この都市の建設に要した努力の60%は急傾斜の城壁の見えない土台などの部分に傾注されており、降雨量の多いこの地で、積み上げられた石積みが500年もの間崩れないのは、農耕のためだけに斜面を整地したのではなかった。渓谷から細かい砂と表土を運び上げ、現在見える石積みの下に、うね状に盛り上げた表層を造ったとしている。

## 神をまつる神殿としての役割

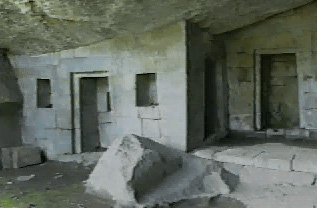
月の神殿

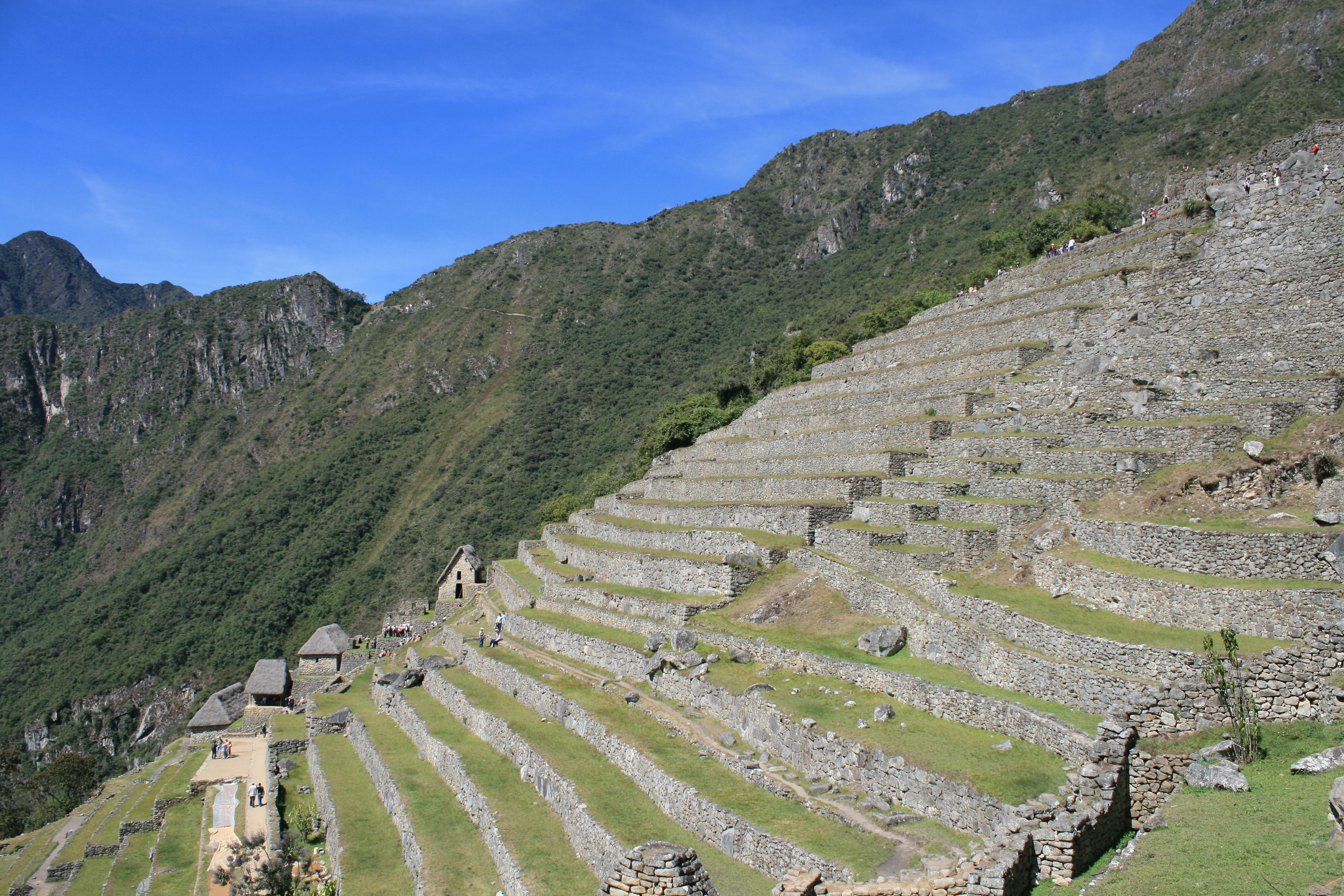
段々畑

なぜこのような急峻な山の上に造ったかという質問に対して、ラファイエット単科大学のナイルズ（Dr.Niles of Lafayette College）は、「パチャクチがこの場所を選んだのは……圧倒する景色としか答えようがありません」と言う。
イェール大学の近年の研究成果では、高地であり、かつ両側が切り立った崖上になっているため、太陽観測に最も適し、かつ宗教的理念として、太陽に近いところである、という点が場所選定の理由として挙げられている。
急斜面に位置したマチュピチュの頂上には、太陽の神殿があり、頂上にはインティワタナ（Intihuatana、太陽をつなぎ止める石）が設置されている。夏至と冬至が正確に分かる窓があるなど、太陽を使った暦を観測、作成したとも言われている。
インカの神は日本やエジプトと同じく太陽神であるため、太陽により近い山の頂(いただき)は儀礼場として適当だった。
神殿の畑など耕作地で栽培された農作物は神への供物として栽培されていたか、神が人間に下賜されたものとして人々に食べられたか、いずれにしても宗教儀礼的意味が色濃く反映されている。そのようないきさつから、現在、マチュピチュは宗教都市として捉えられている。
なおインカの人々にとっての神は、太陽とともに月も挙げられ、多くの遺跡には太陽神殿と月の神殿が対で祀られている。マチュ・ピチュの太陽神殿に対しては、ワイナ・ピチュ（「若い峰」という意味で、マチュ・ピチュの背後にある尖った山）の裏手に、月の神殿が洞窟に作られている。
マチュピチュ遺跡内にはインカのシンボルでもあるコンドルの神殿がありワイナ・ピチュ側からマチュピチュ遺跡を見下ろすとコンドルの形に見える。

## 国際関係

### 日本
2015年12月26日、福島県安達郡大玉村がマチュピチュ村にとって初の友好都市協定締結。かつて村長を務め、マチュピチュの発展に尽力した野内与吉が大玉村出身であることによる。マチュピチュ遺跡が世界文化遺産に登録された当初は世界各国から友好都市協定への打診を受けていたが、野内与吉への大恩もあり、マチュピチュ村側から大玉村へ締結の打診をし、お互いの交友を重ねた後に締結した。
2020年12月1日、マチュピチュ村役場が令和2年度外務大臣表彰を受賞。

## パノラマ

Up-close view of Incan ruins on Machu Picchu